# Karabinek SIG SG 540
SIG SG 540 – szwajcarski karabinek automatyczny.
Karabinek dostosowany do naboju 5,56 × 45 mm z pociskiem M 193. Produkowany przez firmę SIG oraz na licencji przez francuską firmę „Manurhin”. Używany we Francji oraz eksportowany do krajów Ameryki Łacińskiej, Afryki i Azji.
Jest bronią samoczynno-samopowtarzalną. Działa na zasadzie odprowadzania gazów prochowych z przewodu lufy. Ryglowana przez obrót zamka, a komora gazowa posiada trójpołożeniowy regulator gazowy. Posiada mechanizm spustowy z ogranicznikiem długości serii, a zamek zatrzymuje się w tylnym położeniu po wystrzeleniu ostatniego naboju. Celownik przeziernikowy z nastawami od 100 do 600 m. Kolba stała lub składana typu rurowego oraz dwójnóg mocowany z przodu osłony lufy, który jest składany pod lufę. Można na karabinku mocować celownik optyczny, noktowizyjny lub wzmacniacz obrazu. Z karabinka można miotać granaty nasadkowe. Szereg elementów broni wykonanych jest z tworzywa sztucznego.